# Saint-Julien-sur-Reyssouze
Saint-Julien-sur-Reyssouze és un municipi francès situat al departament de l'Ain i a la regió d'Alvèrnia-Roine-Alps. L'any 2007 tenia 572 habitants.

## Demografia

### Població
El 2007 la població de fet de Saint-Julien-sur-Reyssouze era de 572 persones. Hi havia 262 famílies de les quals 83 eren unipersonals (54 homes vivint sols i 29 dones vivint soles), 96 parelles sense fills, 62 parelles amb fills i 21 famílies monoparentals amb fills.
La població ha evolucionat segons el següent gràfic:
Habitants censats

### Habitatges
El 2007 hi havia 330 habitatges, 263 eren l'habitatge principal de la família, 26 eren segones residències i 41 estaven desocupats. 292 eren cases i 36 eren apartaments. Dels 263 habitatges principals, 178 estaven ocupats pels seus propietaris, 81 estaven llogats i ocupats pels llogaters i 4 estaven cedits a títol gratuït; 3 tenien una cambra, 12 en tenien dues, 49 en tenien tres, 83 en tenien quatre i 115 en tenien cinc o més. 187 habitatges disposaven pel capbaix d'una plaça de pàrquing. A 121 habitatges hi havia un automòbil i a 115 n'hi havia dos o més.

### Piràmide de població
La piràmide de població per edats i sexe el 2009 era:
| Homes | Edats   | Dones |
| ----- | ------- | ----- |
| 0     | 95 o +  | 0     |
| 0     | 90 a 94 | 4     |
| 4     | 85 a 89 | 4     |
| 12    | 80 a 84 | 0     |
| 12    | 75 a 79 | 28    |
| 32    | 70 a 74 | 8     |
| 8     | 65 a 69 | 32    |
| 0     | 60 a 64 | 16    |
| 8     | 55 a 59 | 8     |
| 16    | 50 a 54 | 8     |
| 20    | 45 a 49 | 28    |
| 12    | 40 a 44 | 12    |
| 20    | 35 a 39 | 16    |
| 8     | 30 a 34 | 20    |
| 16    | 25 a 29 | 8     |
| 20    | 20 a 24 | 8     |
| 16    | 15 a 19 | 16    |
| 12    | 10 a 14 | 8     |
| 20    | 5 a 9   | 16    |
| 12    | 0 a 4   | 16    |

## Economia
El 2007 la població en edat de treballar era de 346 persones, 280 eren actives i 66 eren inactives. De les 280 persones actives 262 estaven ocupades (150 homes i 112 dones) i 17 estaven aturades (9 homes i 8 dones). De les 66 persones inactives 26 estaven jubilades, 19 estaven estudiant i 21 estaven classificades com a «altres inactius».

### Ingressos
El 2009 a Saint-Julien-sur-Reyssouze hi havia 287 unitats fiscals que integraven 661 persones, la mediana anual d'ingressos fiscals per persona era de 18.448 €.

### Activitats econòmiques
Dels 47 establiments que hi havia el 2007, 1 era d'una empresa alimentària, 3 d'empreses de fabricació d'altres productes industrials, 8 d'empreses de construcció, 7 d'empreses de comerç i reparació d'automòbils, 2 d'empreses de transport, 2 d'empreses d'hostatgeria i restauració, 1 d'una empresa financera, 5 d'empreses de serveis, 11 d'entitats de l'administració pública i 7 d'empreses classificades com a «altres activitats de serveis».
Dels 15 establiments de servei als particulars que hi havia el 2009, 1 era una oficina de correu, 1 funerària, 1 taller de reparació d'automòbils i de material agrícola, 3 paletes, 2 fusteries, 1 lampisteria, 1 electricista, 4 perruqueries i 1 restaurant.
Dels 3 establiments comercials que hi havia el 2009, 1 era una botiga de menys de 120 m², 1 una fleca i 1 una llibreria.
L'any 2000 a Saint-Julien-sur-Reyssouze hi havia 10 explotacions agrícoles que ocupaven un total de 612 hectàrees.

## Equipaments sanitaris i escolars
L'únic equipament sanitari que hi havia el 2009 era una farmàcia.
El 2009 hi havia una escola elemental integrada dins d'un grup escolar amb les comunes properes formant una escola dispersa.

## Poblacions més properes
El següent diagrama mostra les poblacions més properes.